# Alfa Semedo
Alfa Semedo (Bisáu, 30 de agosto de 1997) es un futbolista bisauguineano que juega en la demarcación de centrocampista para el Neom S. C. de la Liga Profesional Saudí.

## Biografía
Tras formarse como futbolista con el Academia Fidjus di Bideras, en 2014 se marchó a la disciplina del S. L. Benfica. Tres años después, a falta de minutos con el primer equipo, se marchó cedido al U. D. Vilafranquense, donde anotó cuatro goles en 29 partidos. Tras un año se marchó traspasado al Moreirense F. C. de la primera división, jugando partidos de liga y de copa. En 2018 volvió al S. L. Benfica. Hizo su debut con el club el 10 de agosto de 2018 en un encuentro de liga contra el Vitória de Guimarães que finalizó con un resultado de 3-2 a favor del club lisboeta. En enero de 2019 se marchó cedido hasta final de temporada al R. C. D. Espanyol. Tras su paso por el equipo catalán regresó al Benfica y el 8 de julio fue nuevamente cedido; en esta ocasión una temporada al Nottingham Forest F. C. En octubre de 2020 volvió ser prestado a un equipo inglés, marchándose esta vez al Reading F. C. Tras estas dos experiencias en Inglaterra, en julio de 2021 fue traspasado al Vitória S. C. a cambio de 1,7 millones de euros por el 50% de sus derechos.
En agosto de 2022 se marchó al fútbol asiático después de ser vendido al Al-Tai saudí a cambio de 800 000 €, manteniendo el conjunto vimarense el 20% de sus derechos. En las dos temporadas que estuvo en este equipo, se convirtió en el jugador extranjero con más partidos disputados, un total de 62. Se marchó en julio de 2024 para jugar en el Neom S. C. del mismo país.

## Clubes
| Club                             | País           | Año       | Partidos | Goles |
| -------------------------------- | -------------- | --------- | -------- | ----- |
| U. D. Vilafranquense (cedido)    | Portugal       | 2014-2015 | 29       | 4     |
| Moreirense F. C.                 | Portugal       | 2015-2017 | 34       | 3     |
| S. L. Benfica                    | Portugal       | 2018-2019 | 16       | 1     |
| R. C. D. Espanyol (cedido)       | España         | 2019      | 3        | 0     |
| Nottingham Forest F. C. (cedido) | Inglaterra     | 2019-2020 | 26       | 2     |
| Reading F. C. (cedido)           | Inglaterra     | 2020-2021 | 40       | 2     |
| Vitória S. C.                    | Portugal       | 2021-2022 | 35       | 0     |
| Al-Tai                           | Arabia Saudita | 2022-2024 | 62       | 3     |
| Neom S. C.                       | Arabia Saudita | 2024-     | 32       | 5     |

## Palmarés

### Campeonatos nacionales
| Título        | Club          | País     | Año  |
| ------------- | ------------- | -------- | ---- |
| Primeira Liga | S. L. Benfica | Portugal | 2019 |